# Anton Maria Maragliano
Anton Maria Maragliano (Genova, 18 settembre 1664 – Genova, 7 marzo 1739) è stato uno scultore italiano, fra i maggiori esponenti della scuola barocca genovese.

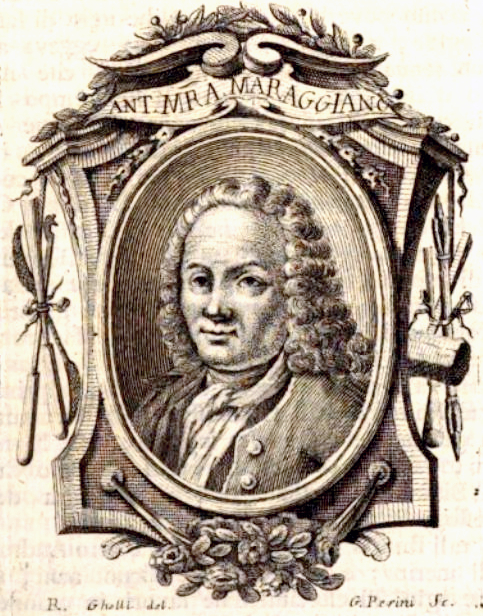
Ritratto di Anton Maria Maragliano di R. Ghelli e G. Perini

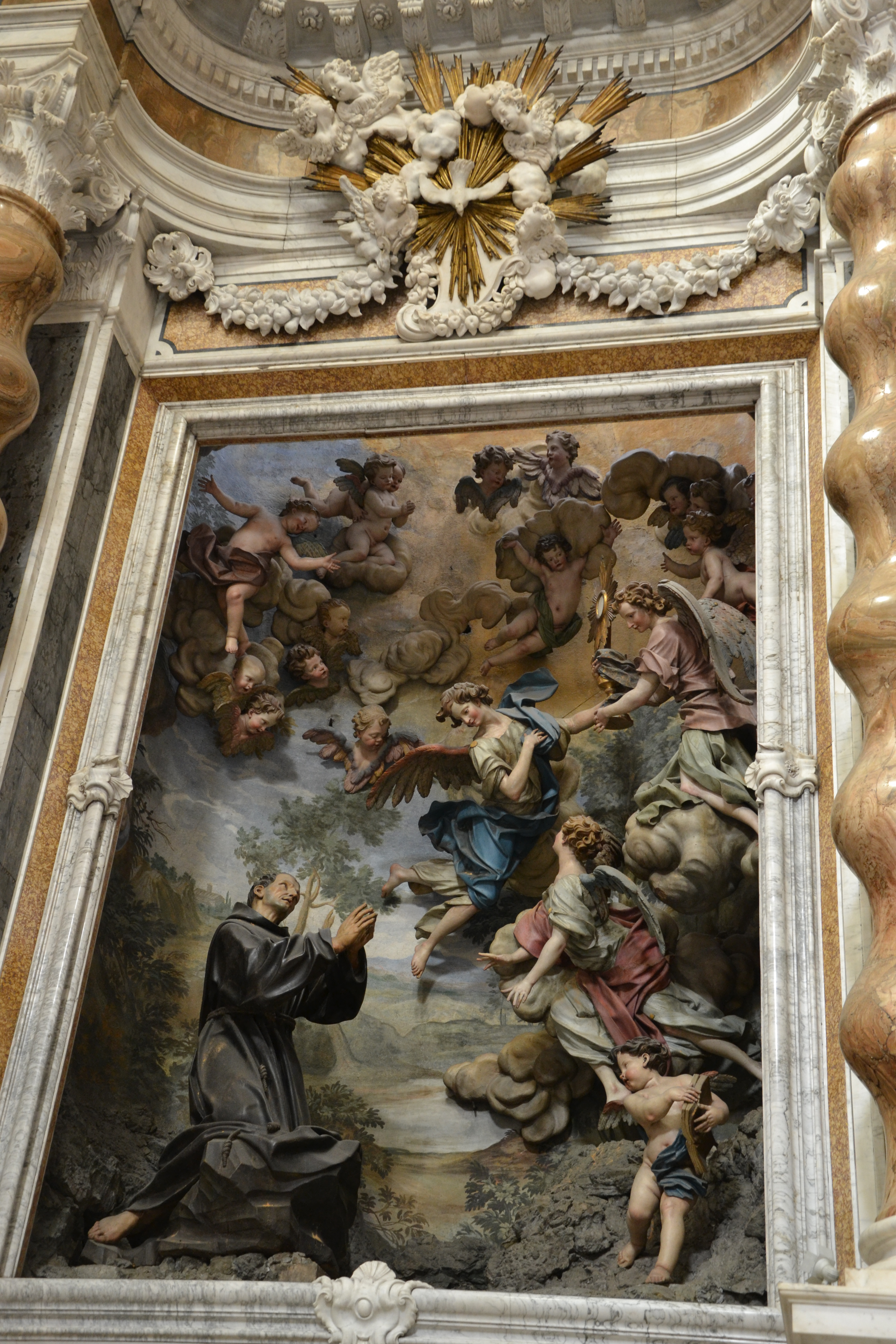
San Pasquale adorante il Santissimo (1735), Genova, Basilica della Santissima Annunziata del Vastato

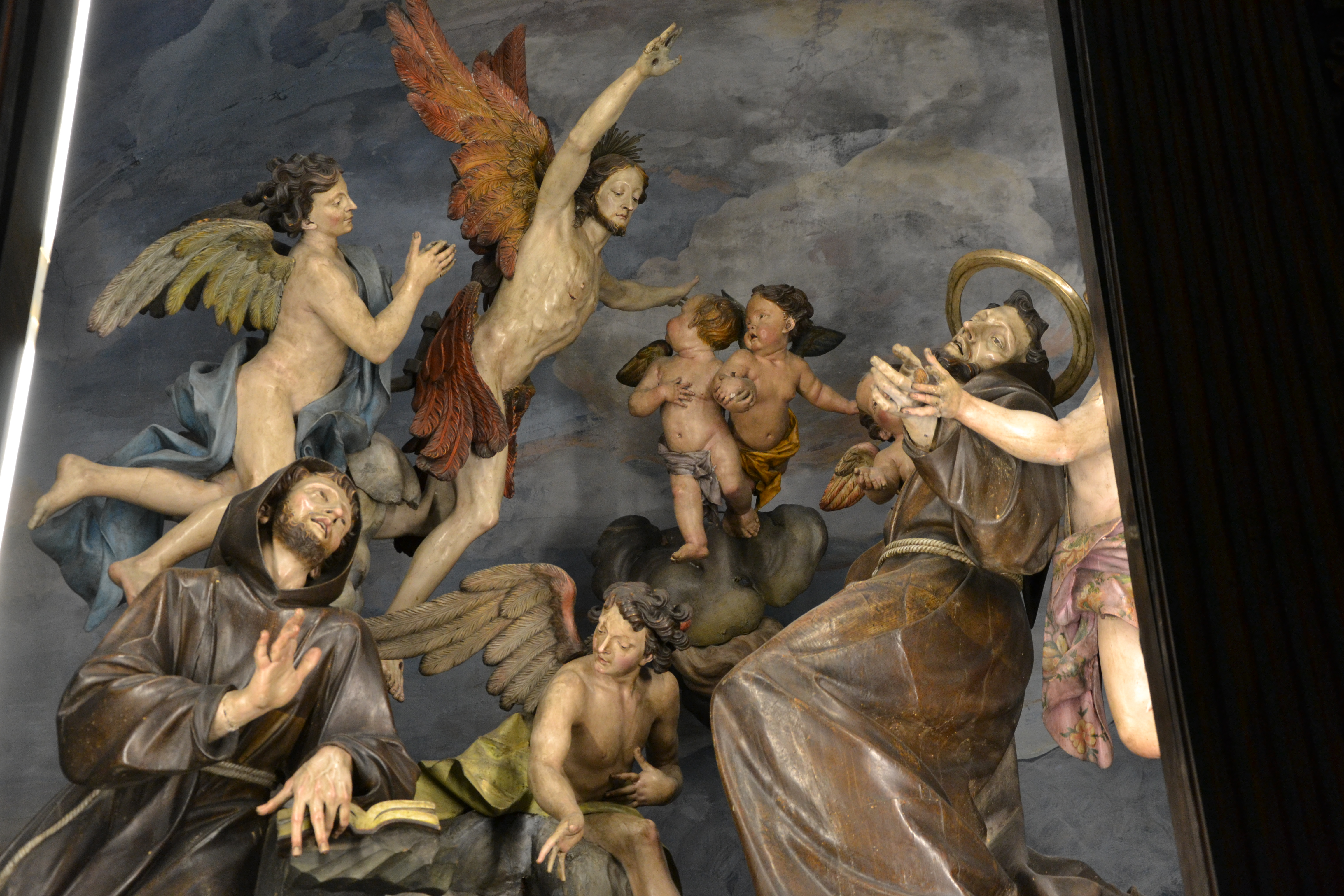
Stimmate di san Francesco, 1708-1709, Genova, Chiesa della Santissima Concezione

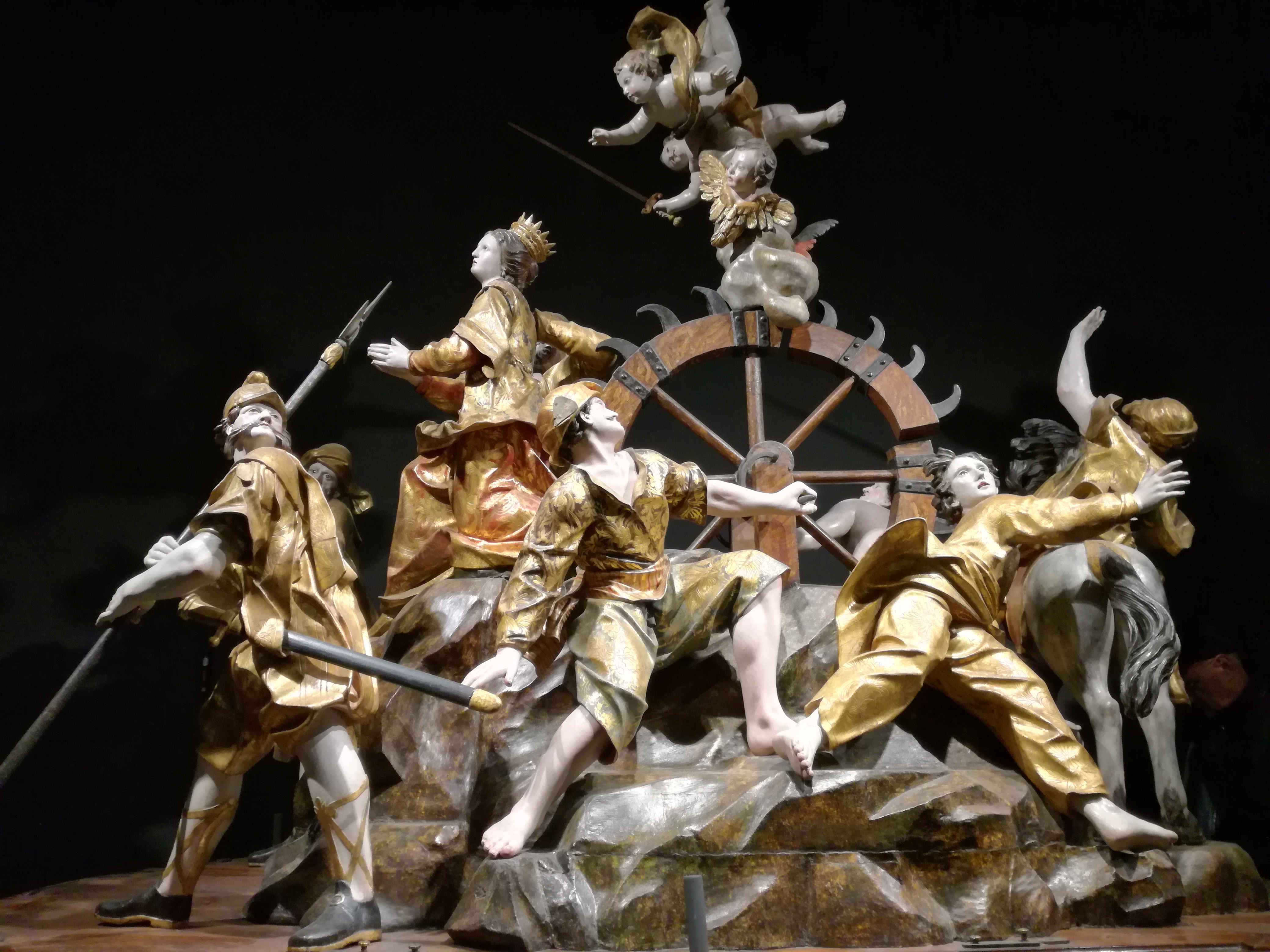
Martirio di santa Caterina (1736), Sestri Levante, Chiesa di San Pietro in Vincoli

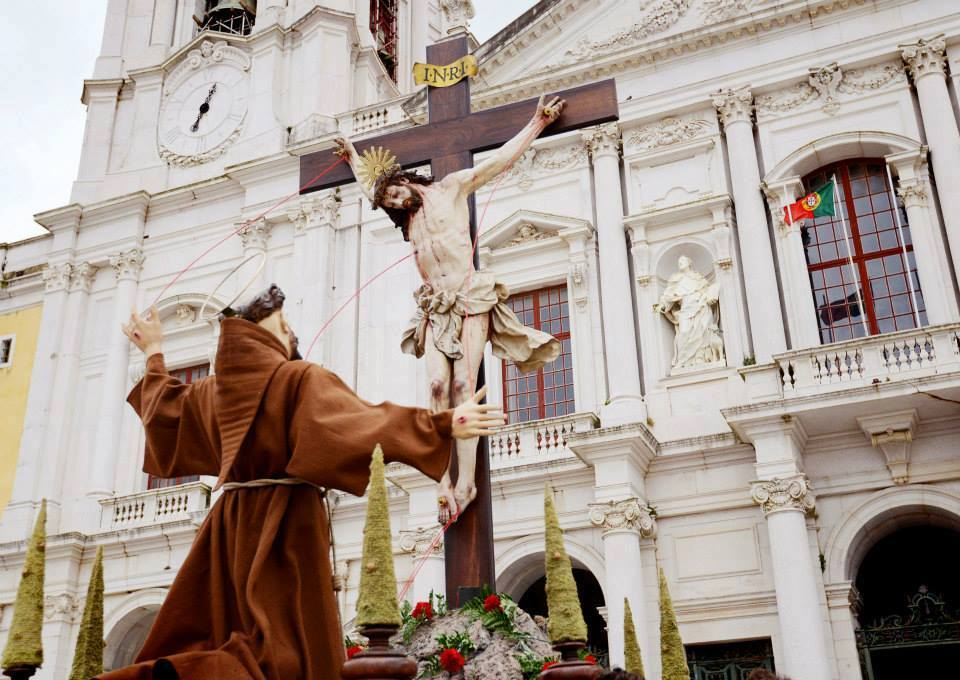
Crocifisso della Reale e Venerabile Confraternita del Santissimo Sacramento di Mafra, Basilica di Nostra Signora e di Sant'Antonio - Mafra, Portogallo.

Conosciuto per le sue sculture lignee, fu attivo fra la fine del Seicento e i primi quattro decenni del secolo successivo, in particolare a Genova dove tenne una rinomata bottega. Ebbe il suo studio accanto alla prima chiesa del Rimedio di via Giulia. Il suo laboratorio produsse numerose tipiche sacre rappresentazioni, raffiguranti Madonne, santi, scene bibliche e statue da presepio, diffuse in chiese, oratori e santuari di tutta la Liguria (in particolare a Genova, Rapallo, Chiavari, Celle Ligure, Cervo, Savona) ma anche in Spagna. Numerose anche le casse e crocifissi da processione prodotti per le Casacce (le potenti confraternite genovesi).

## Biografia
Nativo di Genova, secondo alcune fonti nella zona della chiesa di Santo Stefano, fu il figlio di un fornaio genovese benestante. Fu nel 1680 che entrò nella bottega artigiana dello zio materno Giovanni Battista Agnesi, con regolare contratto di accettazione, dove apprese l'arte della scultura lignea e si specializzò, e in seguito nella bottega di Giovanni Andrea Torre. Entrambi i suoi maestri erano "bancalari" - ossia mobilieri - eseguendo in alternanza gruppi scultorei lignei e raffinati arredi. 
Già nel 1688 è titolare di una propria bottega artigiana dove si formeranno, oltre al figlio Giovanni Battista, gli scultori genovesi Pietro Galleano e Agostino Storace. Fra le sue prime opere documentate alla fine del Seicento sono due casse processionali (gruppi scultorei lignei dipinti, destinati alle processioni): il San Michele Arcangelo (Celle Ligure, oratorio di San Michele Arcangelo) e il San Sebastiano (Rapallo, oratorio dei Bianchi).

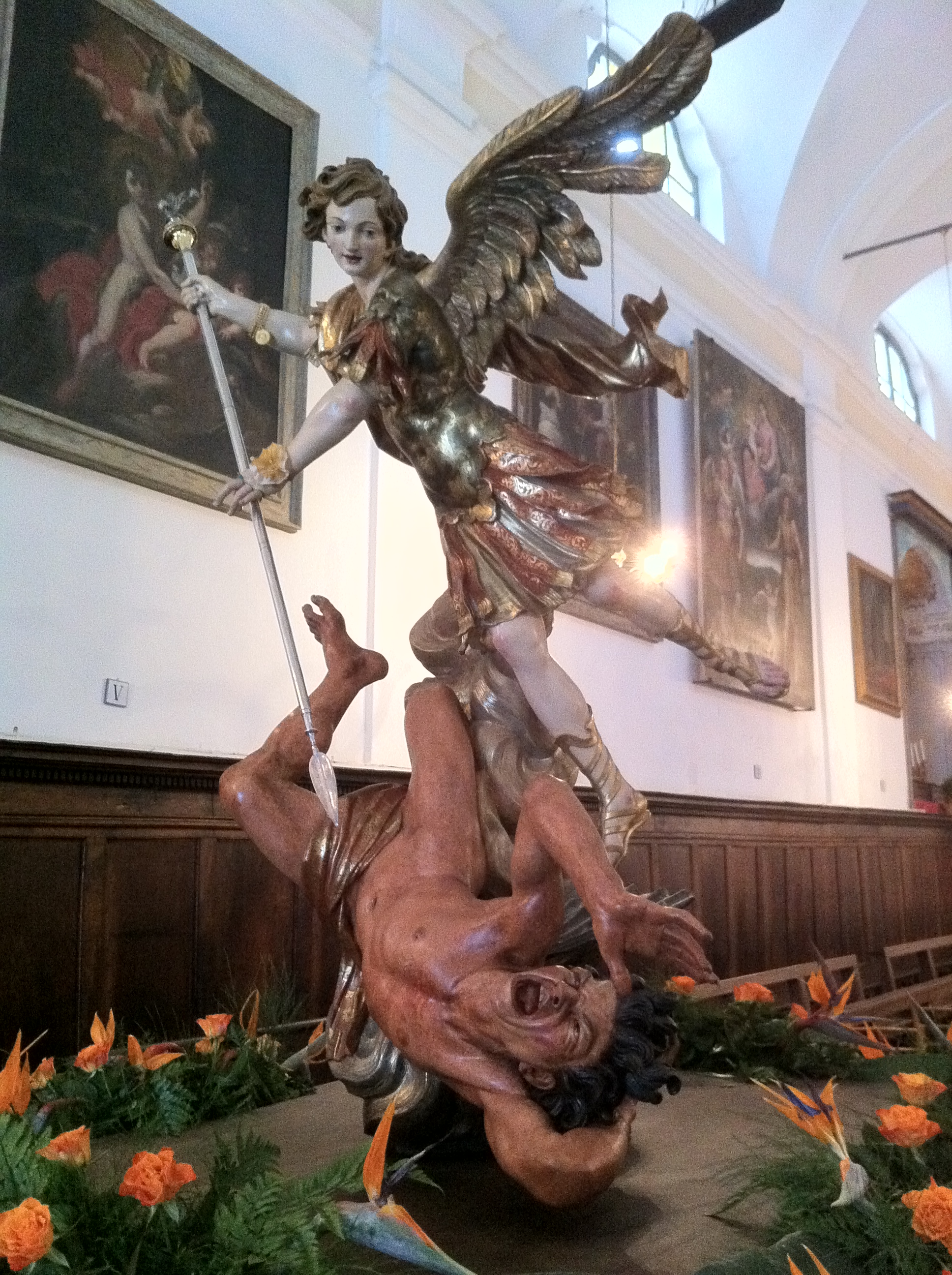

All'inizio del Settecento risalgono alcuni dei gruppi scultorei più complessi, considerati fra i suoi più alti capolavori per la spettacolarità e l'armonia narrativa il San Francesco stigmatizzato (Genova, chiesa del Padre Santo),  la Visione di san Giovanni Evangelista in Patmos (Ponzone, oratorio del Suffragio), Sant'Antonio Abate contempla la morte di san Paolo Eremita (Mele, oratorio di Sant'Antonio Abate).
Rinnovò in chiave barocca e pre-rococò l'arte del legno, operando una "riforma" collegata alla poetica di grande decorazione contemporaneamente svolta da Filippo Parodi nel marmo e Domenico Piola nella pittura e attuando un efficace compromesso tra ispirazione aulica e gusto popolaresco. La spettacolare teatralità di molti dei complessi gruppi scultorei è raggiunta con pose avvitate e virtuosistiche torsioni e panneggi vorticosi di evidente ispirazione al barocco romano.
Fertile la produzione di crocifissi, per qualità tecnica e abilità compositiva; si possono ricordare i celebri dell'oratorio genovese di Sant'Antonio Abate alla Marina e dell'oratorio di San Giuseppe ad Albisola Marina.
I fertili contatti commerciali della Repubblica di Genova gli consentirono di accettare numerose commesse anche dalla Spagna e dalle colonie oltreoceano, come testimonia il suo biografo Ratti.
Fra i più spettacolari capolavori degli anni della maturità, vi furono il San Pasquale adora il Santissimo Sacramento (1735), nel transetto sinistro della basilica della Santissima Annunziata del Vastato a Genova, e il sontuoso apparato nell'abside del santuario della Madonna della Costa a Sanremo, di evidente ispirazione berniniana.
Nelle ultime commissioni, per l'avanzata età, si limitò a fornire un bozzetto in terracotta e cartapesta lasciando l'esecuzione materiale ai suoi collaboratori. Anton Maria Maragliano morì il 7 marzo del 1739, presumibilmente nel capoluogo ligure, dove venne sepolto all'interno della chiesa di Santa Maria della Pace di Genova.

## Opere

### Genova
- Cassa processionale con Stimmate di san Francesco - Genova, chiesa del Padre Santo
- Visione di san Pasquale Baylon - Genova, basilica della Santissima Annunziata del Vastato nella cappella del transetto sinistro
- Immacolata Concezione, Museo Diocesano, Genova
- Alcune statue del presepe genovese della Madonnetta allestito permanentemente al santuario di Nostra Signora di Carbonara in salita della Madonnetta, a Genova.
- Cassa processionale San Rocco supplice dinanzi al Cristo Redentore - Genova, Chiesa di San Rocco di Vernazza
- Madonna - Genova, complesso di San Francesco alla Chiappetta.
- S. Giovanni Evangelista e Madonna, Basilica di Santa Maria delle Vigne (Genova)
- S. Erasmo - Genova-Quinto (oratorio di S. Erasmo, 1711)
- Deposizione - Genova, chiesa di Nostra Signora della Visitazione
- Pietà - Chiesa di San Filippo Neri (Genova)
- Nostra Signora della Mercede con s. Pietro Nolasco - Chiesa di Sant'Ambrogio (Voltri)
- Madonna del Rosario - chiesa di S. Desiderio, 1720 circa - ante 1723).
- Angioletto adattato ad allegoria della Primavera - Genova, Palazzo Rosso
- Putto adattato ad allegoria dell'Autunno - Genova, Palazzo Rosso

### Liguria

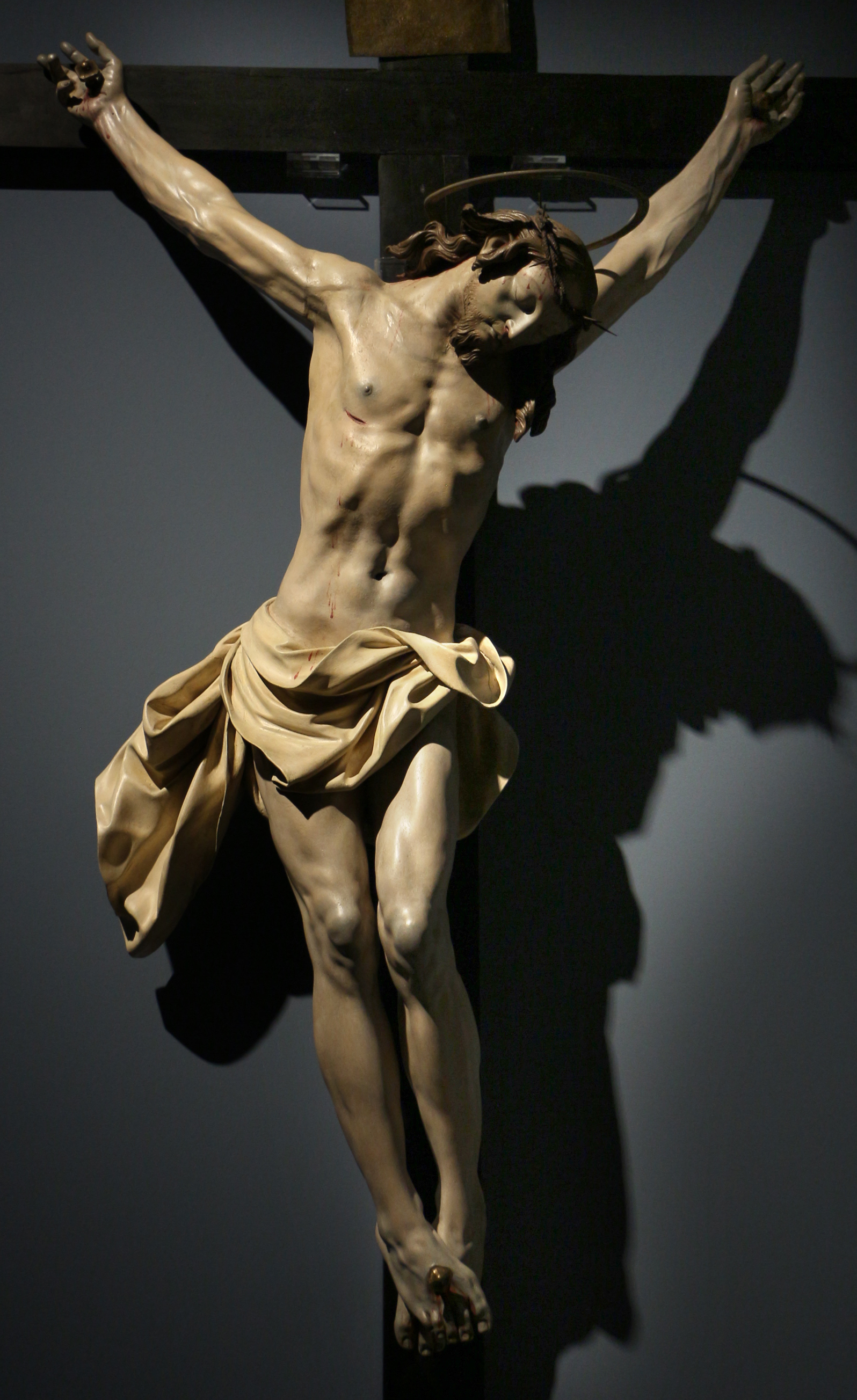
Crocifisso, 1723
Santuario della Madonna della Costa, Sanremo

- Crocifisso ligneo - Alassio, Chiesa di Sant'Anna al Mare
- Santa Maria Maddalena - Albisola Superiore, Chiesa di San Bartolomeo ad Ellera
- San Nicola di Bari (1708) - Albisola Superiore, Oratorio di Santa Maria Maggiore
- Crocifisso ligneo - Albissola Marina, Oratorio di San Giuseppe
- Madonna del Rosario con il Bambino Gesù - Bargagli, Chiesa di San Siro a Viganego
- Madonna del Carmine - Bargagli, Chiesa di Sant'Ambrogio a Traso
- Crocifisso ligneo - Borgio Verezzi, Chiesa di San Martino a Verezzi
- San Michele Arcangelo - Celle Ligure, Oratorio di San Michele Arcangelo
- Crocifisso e Addolorata, Le tentazioni di sant'Antonio, san Francesco stigmatizzato, san Rocco - Chiavari, Santuario di Nostra Signora dell'Orto
- Crocifisso ligneo - Chiavari, Chiesa di San Giovanni Battista
- 113 statuine del presepe - Imperia, Museo del presepe - pinacoteca civica[4]
- Crocifisso ligneo (sull'altare di fondo alla navata destra) - Lavagna, Santuario di Nostra Signora del Ponte.
- Cassa processionale della Santissima Trinità e crocifissi sull'altare e in sagrestia - Lavagna, Oratorio della Santissima Trinità.
- Cassa processionale con le statue di Sant'Antonio Abate e San Paolo Eremita - Mele, Oratorio di Sant'Antonio Abate
- Immacolata - Moneglia, Chiesa di Santa Croce
- San Giorgio e il drago - Moneglia, Chiesa di San Giorgio
- Madonna del Rosario con il Bambino in trono - Pietra Ligure, Oratorio della Santissima Annunziata
- Crocefisso processionale - Pietra Ligure, Basilica di San Nicolò (già dell'Oratorio Santa Caterina dei rossi)
- Battesimo di san Giovanni Battista - Pieve di Teco, Oratorio di San Giovanni Battista
- Cassa processionale della Madonna degli Angeli - Rossiglione, Chiesa di Santa Caterina a Rossiglione Superiore
- Cassa processionale dell'Annunciazione - Savona, Oratorio del Cristo Risorto
- Cassa di Sant'Ambrogio e l'imperatore Teodosio - Savona, Chiesa di Sant'Ambrogio a Legino
- Madonna del Rosario - Sanremo, Concattedrale di San Siro
- Crocifisso (1723) - Sanremo, Santuario della Madonna della Costa
- Angelo custode (1713-1714), San Giovanni Nepomuceno (inizio Settecento) - Santa Margherita Ligure, Basilica di Santa Margherita d'Antiochia (cappella della Trinità) e (cappella del Rosario)
- Sant'Erasmo (inizio Settecento) - Santa Margherita Ligure, Oratorio di Sant'Erasmo.
- Cassa processionale dell'Annunciazione - Spotorno, Oratorio della Santissima Annunziata
- Crocifisso - Villa Faraldi, Chiesa di Sant'Antonio Abate a Tovo Faraldi
- Madonna del Rosario (1715) - Varazze, Chiesa di San Domenico
- Nostra Signora delle Grazie - Vobbia, Chiesa di Nostra Signora delle Grazie
- Madonna del Rosario col Bambino e il Cristo morto - Zoagli, Chiesa di San Martino

### Piemonte
In Piemonte provenienti da Confraternite genovesi estinte o soppresse nel corso della dominazione napoleonica
- Decollazione del Battista, Ovada (AL), oratorio di San Giovanni Battista
- Annunciazione, Ovada (AL), oratorio della Santissima Annunziata
- Madonna del Rosario, Voltaggio (AL), chiesa di Santa Maria Assunta e Santi Nazario e Celso
- Visione di san Giovanni Evangelista in Patmos (con Pietro Galleano), Ponzone (AL), oratorio del Suffragio.
- Visione di Santa Consolata (con Pietro Galleano), Parodi Ligure (AL), Frazione Cadepiaggio, parrocchiale di San Remigio.

### Estero
- Madonna del Carmine - Cadice
- San Raffaele Arcangelo - Cadice
- Cristo Risorto - Cadice
- Madonna della Misericordia - Principato di Monaco
- Crocifisso della Reale e Venerabile Confraternita del Santissimo Sacramento di Mafra, Basilica di Nostra Signora e di Sant'Antonio - Mafra, Portogallo[5].